# Harkemase Boys
Der Harkemase Boys ist ein am 26. Juni 1946 gegründeter Amateurfußballverein aus Harkema in der niederländischen Provinz Friesland. Der Verein trägt seine Heimspiele auf De Bosk aus. Im KNVB-Pokal 2011/12 erreichte dieser nach Siegen gegen SC N.E.C. und Willem II Tilburg die dritte Runde, die mit 1:6 gegen den SC Heerenveen verloren wurde. Die erste Mannschaft des Harkemase Boys spielt in der Saison 2014/15 in der Hoofdklasse, der vierthöchsten niederländischen Liga.

## Sportliche Erfolge
- Hoofdklasse: 2003, 2009, 2016
- KNVB-Distriktpokal: 2006, 2007, 2009, 2011, 2013, 2015

## Bekannte Trainer
- Fritz Korbach (2006–2007)